# الأنطولوجيا العربية
الأنطولوجيا العربية هو محرك بحث معجمي من إنتاج جامعة بيرزيت. يتيح للباحث استرجاع ترجمة ومترادفات ومعاني كلمة معينة من 150 معجمًا عربيًا ومتعدد اللغات. وقد حصل الموقع على جائزة محمد بن راشد للغة العربية لسنة 2018 لأفضل مشروع في فئة أفضل مبادرة في استعمال شبكات التواصل الاجتماعي أو تطبيق تقني ذكي لتعلم اللغة العربية ونشرها.

## وصلات خارجية
- الموقع الرسمي للأنطولوجيا العربية